# Barry Bonds
Barry Lamar Bonds (Riverside, 24 luglio 1964) è un ex giocatore di baseball statunitense.
Di ruolo esterno sinistro, ha giocato 22 anni nella Major League Baseball (MLB) iniziando la sua carriera nel 1986 con i Pittsburgh Pirates e finendola nel 2007 giocando per i San Francisco Giants. Dal 2016 ricopre il ruolo di assistente allenatore per i Miami Marlins insieme a Frank Menechino.
Figlio dell'ex giocatore Bobby Bonds e cugino dell'Hall of Famer Reggie Jackson, è considerato uno dei migliori giocatori di tutti i tempi per via della sua potenza in battuta, caratteristica che gli ha permesso di superare il record assoluto di fuoricampo battuti in carriera da un singolo giocatore (762) e del maggior numero di fuoricampo battuti in una sola stagione, 73 nel 2001. Ha ricevuto 14 convocazioni all'All-Star Game, ha vinto 12 Silver Slugger Award, 8 guanti d'oro, 7 MVP Award, 3 Hank Aaron Award ed è stato premiato come atleta maschile dell'anno dall'Associated Press nel 2001.
Il 4 agosto 2007, Bonds colpì il suo 755º fuoricampo contro il lanciatore Clay Hensley dei San Diego Padres, eguagliando l'allora record assoluto di fuoricampo della MLB detenuto da Hank Aaron. Tre giorni dopo, con il 756° fuoricampo ha stabilito il nuovo record assoluto. Ha chiuso la carriera a quota 762.
Nel 2003, Bonds è stato al centro dello scandalo BALCO, e accusato dell'uso di steroidi e altre droghe potenzianti.

## Carriera

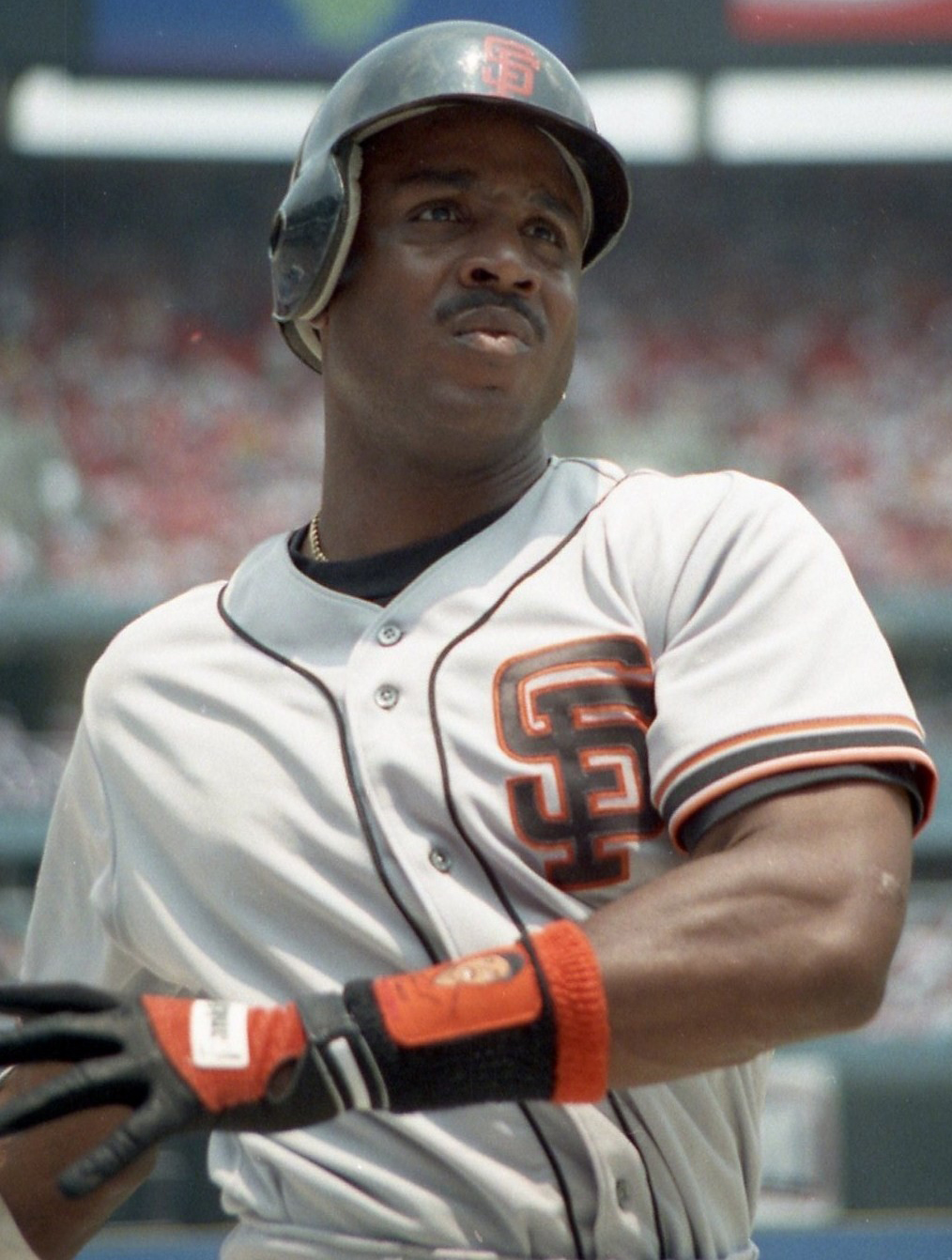
Bonds con i Giants nel 1993

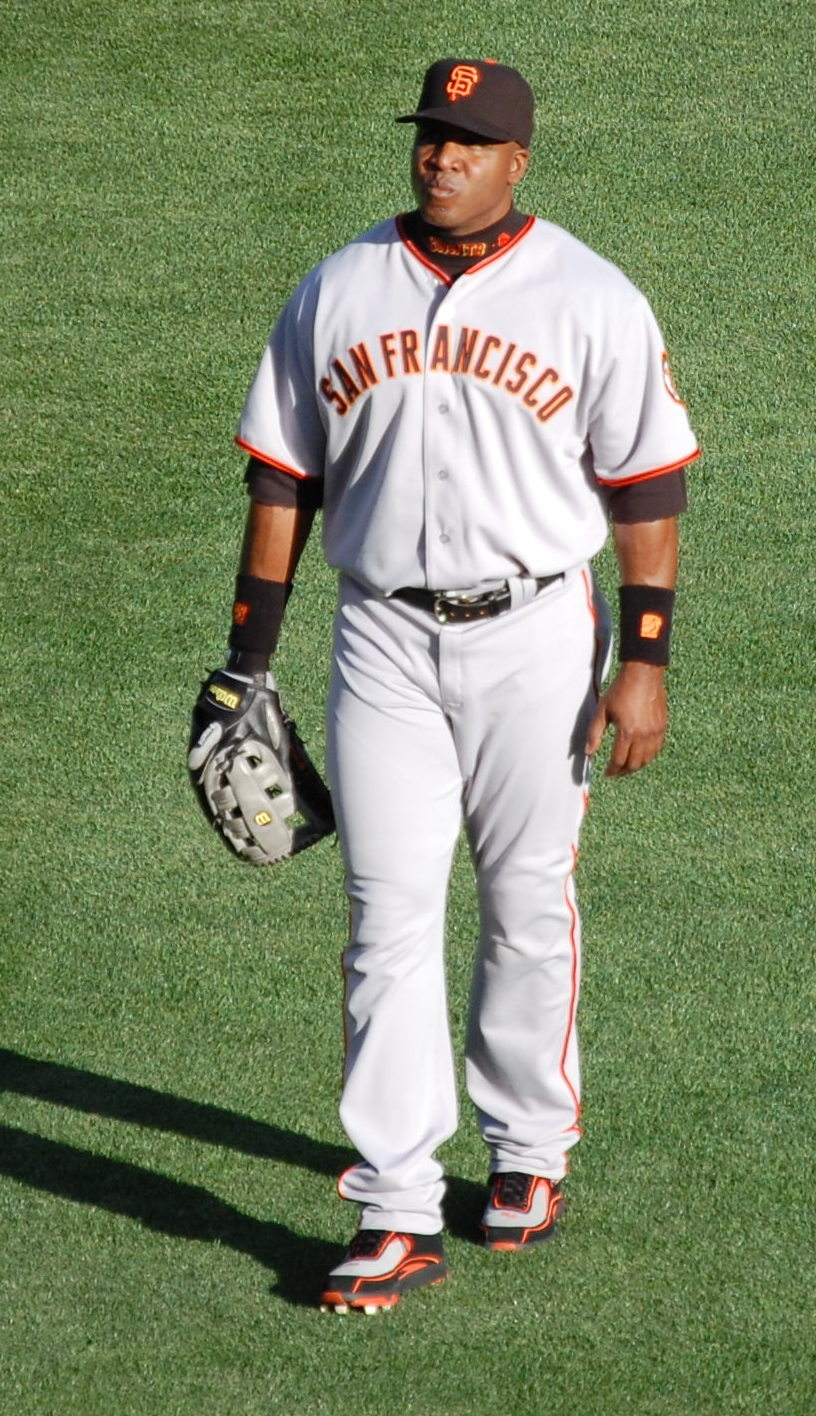
Bonds nel 2007

### Inizi e Minor League (MiLB)
Bonds è nato a Riverside nell'Area Metropolitana di Los Angeles in California, da Patricia Howard e il giocatore di major league Bobby Bonds, ma crebbe a San Carlos (nei pressi di San Francisco) dove frequentò la Junípero Serra High School, giocando in Varsity Team a baseball, basket e football americano. Originariamente selezionato nel secondo turno, come 39ª scelta assoluta draft MLB 1982 dai San Francisco Giants, Bonds scelse di non firmare e s'iscrisse all'Arizona State University di Tempe, Arizona, laureandosi nel 1986 in criminologia.
Bonds venne selezionato nel primo turno come 6ª scelta assoluta del draft MLB 1985 dai Pittsburgh Pirates, che lo assegnarono alla classe A. Iniziò la stagione 1986 nella Tripla-A con gli Hawaii Islanders.

### Major League (MLB)
Bonds debuttò nella MLB il 30 maggio 1986, al Three Rivers Stadium di Pittsburgh contro i Los Angeles Dodgers. Schierato come esterno centro titolare e primo in ordine di battuta partecipò a sei turni, ottenendo una base su ball e subendo tre eliminazioni per strikeout. Il 31 maggio sempre contro i Dodgers, aprì di nuovo la partita, colpendo questa volta la sua prima valida, un doppio. Il 4 giugno contro i Braves, Bonds batté il suo primo fuoricampo. Nella stessa partita batté quattro valide consecutive, realizzò quattro RBI e segnò tre punti. Concluse la stagione con 113 partite disputate nella MLB e 44 nella Tripla-A.
Nella stagione 1990 venne convocato per il primo MLB All-Star Game e partecipò per la prima volta al post-stagione. Conclusa la stagione Bonds venne nominato MVP dell'anno e vinse il guanto d'oro e la silver slugger. Divenne free agent al termine della stagione 1992.
L'8 dicembre 1992, Bonds firmò un contratto esennale dal valore di 43.75 milioni di dollari con i San Francisco Giants.
Nel 1996, Bonds divenne il primo giocatore della National League e il secondo assoluto della Major League, a battere 40 fuoricampo e a rubare 40 basi nella stessa stagione. I giocatori a esserci riusciti sono quattro (al 2020) e fanno parte del così detto 40–40 club. Suo padre Bobby in passato non vi riuscì per un solo home run, chiudendo la stagione 1973 con un totale di 39 fuoricampo e 43 basi rubate.
Il 28 maggio 1998 contro i Diamondbacks, Bonds divenne il quinto giocatore della storia dello sport a ottenere una base intenzionale in situazione di basi cariche e due eliminati.
Il 4 ottobre 2001, Bonds colpì il suo 70º fuoricampo stagionale raggiungendo il record di home run colpiti in una stagione, segnato da Mark Mcguire nel 1998. Il 5 novembre colpì il 71º e 72º home run battendo il record. Chiuse la stagione con 73 fuoricampo battuti.
Nel gennaio 2002, rifirmò con i Giants un contratto quinquennale dal valore complessivo di 90 milioni di dollari.
Nel 2004 divenne il giocatore a totalizzare più basi su ball (232) in una singola stagione, segnando il record.
Il 4 agosto 2007, Bonds colpì il suo 755º home run, pareggiando il record assoluto di Hank Aaron. Batté il record il 7 agosto, quando realizzò il suo 756º fuoricampo. A fine stagione con il record assoluto di 762º home run viene mandato via dai San Francisco Giaiants e più nessuna squadra da allora lo ha più voluto per motivi legati al doping.

## Palmares
- MVP della National League: 7

1990, 1992, 1993, 2001–2004
- MLB All-Star: 14

1990, 1992–1998, 2000–2004, 2007
- Guanti d'oro: 8

1990–1994, 1996–1998
- Silver Slugger Award: 12

1990–1994, 1996, 1997, 2000–2004
- Hank Aaron Award: 3

2001, 2002, 2004
- Capoclassifica in media battuta: 2

NL: 2002, 2004
- Capoclassifica in fuoricampo: 2

NL: 1993, 2001
- Capoclassifica in punti battuti a casa: 1

NL: 1993
- Giocatore del mese: 13

NL: luglio 1990, luglio 1991, aprile e settembre 1992, aprile 1993, aprile 1996, luglio 1997, maggio e settembre 2001, agosto 2002, luglio 2003, aprile e agosto 2004
- Giocatore della settimana: 15

NL: 17 aprile 1988, 29 aprile 1990, 14 luglio 1991, 6 settembre 1992, 18 aprile e 26 settembre 1993, 6 settembre 1998, 28 maggio 2000, 20 maggio e 7 ottobre 2001, 7 aprile, 19 maggio e 1º settembre 2002, 18 aprile e 22 agosto 2004

## Record
- Maggior numero di fuoricampo in carriera: 762

2007
- Maggior numero di basi su ball in carriera: 2558

2004
- Maggior numero di fuoricampo in una singola stagione: 73

2001
- Maggior numero di basi su ball ottenute in una singola stagione: 232

2004

## Statistiche della carriera
| Anno            | Età             | Squadra         | Lg              | G    | AB   | R    | H    | 2B  | 3B | HR  | RBI  | SB  | CS  | BB   | SO   | BA    | OBP   | SLG   | TB   | SH | SF | IBB  | HBP | GDP |
| --------------- | --------------- | --------------- | --------------- | ---- | ---- | ---- | ---- | --- | -- | --- | ---- | --- | --- | ---- | ---- | ----- | ----- | ----- | ---- | -- | -- | ---- | --- | --- |
| 1986            | 21              | PIT             | NL              | 150  | 413  | 72   | 92   | 26  | 3  | 16  | 48   | 36  | 7   | 65   | 102  | .223  | .330  | .416  | 172  | 2  | 2  | 2    | 2   | 4   |
| 1987            | 22              | PIT             | NL              | 150  | 551  | 99   | 144  | 34  | 9  | 25  | 59   | 32  | 10  | 54   | 88   | .261  | .329  | .492  | 271  | 0  | 3  | 3    | 3   | 4   |
| 1988            | 23              | PIT             | NL              | 144  | 538  | 97   | 152  | 30  | 5  | 24  | 58   | 17  | 11  | 72   | 82   | .283  | .368  | .491  | 264  | 0  | 2  | 14   | 2   | 3   |
| 1989            | 24              | PIT             | NL              | 159  | 580  | 96   | 144  | 34  | 6  | 19  | 58   | 32  | 10  | 93   | 93   | .248  | .351  | .426  | 247  | 1  | 4  | 22   | 1   | 9   |
| 1990            | 25              | PIT             | NL              | 151  | 519  | 104  | 156  | 32  | 3  | 33  | 114  | 52  | 13  | 93   | 83   | .301  | .406  | .565* | 293  | 0  | 6  | 15   | 3   | 8   |
| 1991            | 26              | PIT             | NL              | 153  | 510  | 95   | 149  | 28  | 5  | 25  | 116  | 43  | 13  | 107  | 73   | .292  | .410* | .514  | 262  | 0  | 13 | 25   | 4   | 8   |
| 1992            | 27              | PIT             | NL              | 140  | 473  | 109* | 147  | 36  | 5  | 34  | 103  | 39  | 8   | 127* | 69   | .311  | .456* | .624* | 295  | 0  | 7  | 32*  | 5   | 9   |
| 1993            | 28              | SFG             | NL              | 159  | 539  | 129  | 181  | 38  | 4  | 46* | 123* | 29  | 12  | 126  | 79   | .336  | .458* | .677* | 365* | 0  | 7  | 43*  | 2   | 11  |
| 1994            | 29              | SFG             | NL              | 112  | 391  | 89   | 122  | 18  | 1  | 37  | 81   | 29  | 9   | 74*  | 43   | .312  | .426  | .647  | 253  | 0  | 3  | 18*  | 6   | 3   |
| 1995            | 30              | SFG             | NL              | 144* | 506  | 109  | 149  | 30  | 7  | 33  | 104  | 31  | 10  | 120* | 83   | .294  | .431* | .577  | 292  | 0  | 4  | 22*  | 5   | 12  |
| 1996            | 31              | SFG             | NL              | 158  | 517  | 122  | 159  | 27  | 3  | 42  | 129  | 40  | 7   | 151* | 76   | .308  | .461  | .615  | 318  | 0  | 6  | 30*  | 1   | 11  |
| 1997            | 32              | SFG             | NL              | 159  | 532  | 123  | 155  | 26  | 5  | 40  | 101  | 37  | 8   | 145* | 87   | .291  | .446  | .585  | 311  | 0  | 5  | 34*  | 8   | 13  |
| 1998            | 33              | SFG             | NL              | 156  | 552  | 120  | 167  | 44  | 7  | 37  | 122  | 28  | 12  | 130  | 92   | .303  | .438  | .609  | 336  | 1  | 6  | 29*  | 8   | 15  |
| 1999            | 34              | SFG             | NL              | 102  | 355  | 91   | 93   | 20  | 2  | 34  | 83   | 15  | 2   | 73   | 62   | .262  | .389  | .617  | 219  | 0  | 3  | 9    | 3   | 6   |
| 2000            | 35              | SFG             | NL              | 143  | 480  | 129  | 147  | 28  | 4  | 49  | 106  | 11  | 3   | 117* | 77   | .306  | .440  | .688  | 330  | 0  | 7  | 22   | 3   | 6   |
| 2001            | 36              | SFG             | NL              | 153  | 476  | 129  | 156  | 32  | 2  | 73* | 137  | 13  | 3   | 177* | 93   | .328  | .515* | .863* | 411  | 0  | 2  | 35   | 9   | 5   |
| 2002            | 37              | SFG             | NL              | 143  | 403  | 117  | 149  | 31  | 2  | 46  | 110  | 9   | 2   | 198* | 47   | .370* | .582* | .799* | 322  | 0  | 2  | 68*  | 9   | 4   |
| 2003            | 38              | SFG             | NL              | 130  | 390  | 111  | 133  | 22  | 1  | 45  | 90   | 7   | 0   | 148* | 58   | .341  | .529* | .749* | 292  | 0  | 2  | 61*  | 10  | 7   |
| 2004            | 39              | SFG             | NL              | 147  | 373  | 129  | 135  | 27  | 3  | 45  | 101  | 6   | 1   | 232* | 41   | .362* | .609* | .812* | 303  | 0  | 3  | 120* | 9   | 5   |
| 2005            | 40              | SFG             | NL              | 14   | 42   | 8    | 12   | 1   | 0  | 5   | 10   | 0   | 0   | 9    | 6    | .286  | .404  | .667  | 28   | 0  | 1  | 3    | 0   | 0   |
| 2006            | 41              | SFG             | NL              | 130  | 367  | 74   | 99   | 23  | 0  | 26  | 77   | 3   | 0   | 115* | 51   | .270  | .454* | .545  | 200  | 0  | 1  | 38*  | 10  | 9   |
| 2007            | 42              | SFG             | NL              | 126  | 340  | 75   | 94   | 14  | 0  | 28  | 66   | 5   | 0   | 132  | 54   | .276  | .480  | .565  | 192  | 0  | 2  | 43   | 3   | 13  |
| Totale carriera | Totale carriera | Totale carriera | Totale carriera | 2986 | 9847 | 2227 | 2935 | 601 | 77 | 762 | 1996 | 514 | 141 | 2558 | 1539 | .298  | .444  | .607  | 5976 | 4  | 91 | 688  | 106 | 165 |

## Galleria d'immagini

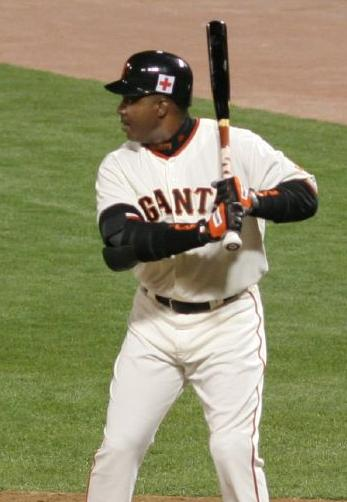
Barry Bonds alla battuta nel 2005.
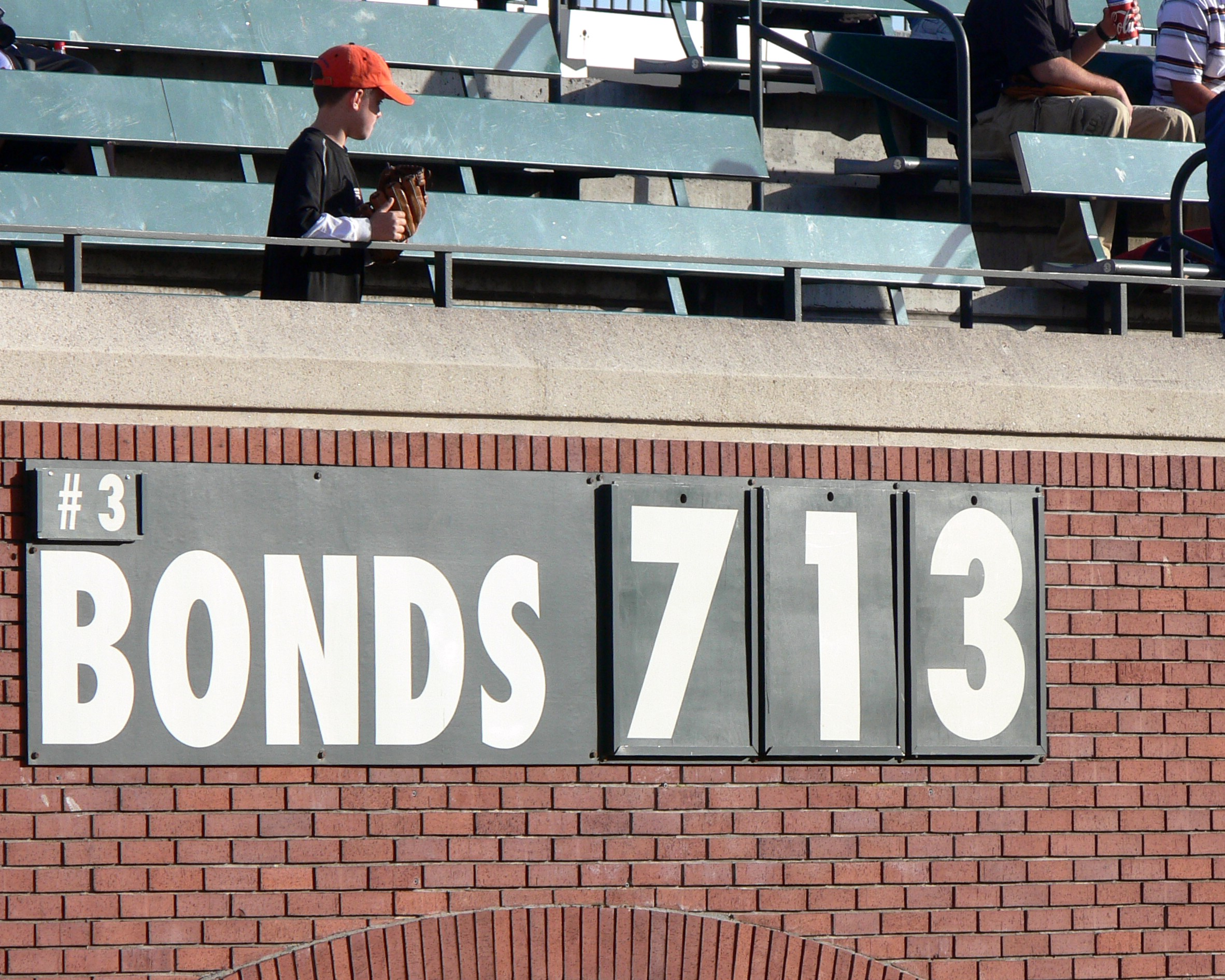
Il cartello che segnala il 713º Home Run di Bonds, che supera, così, il record di Babe Ruth. Il record venne battuto nel 2006.
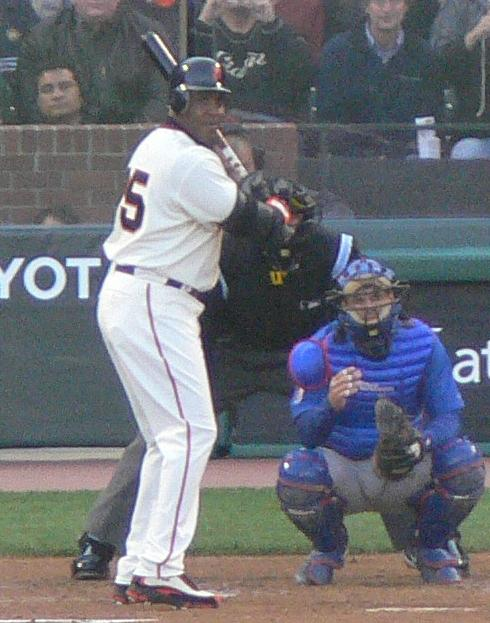
Barry Bonds alla battuta contro i Cubs nel 2006.
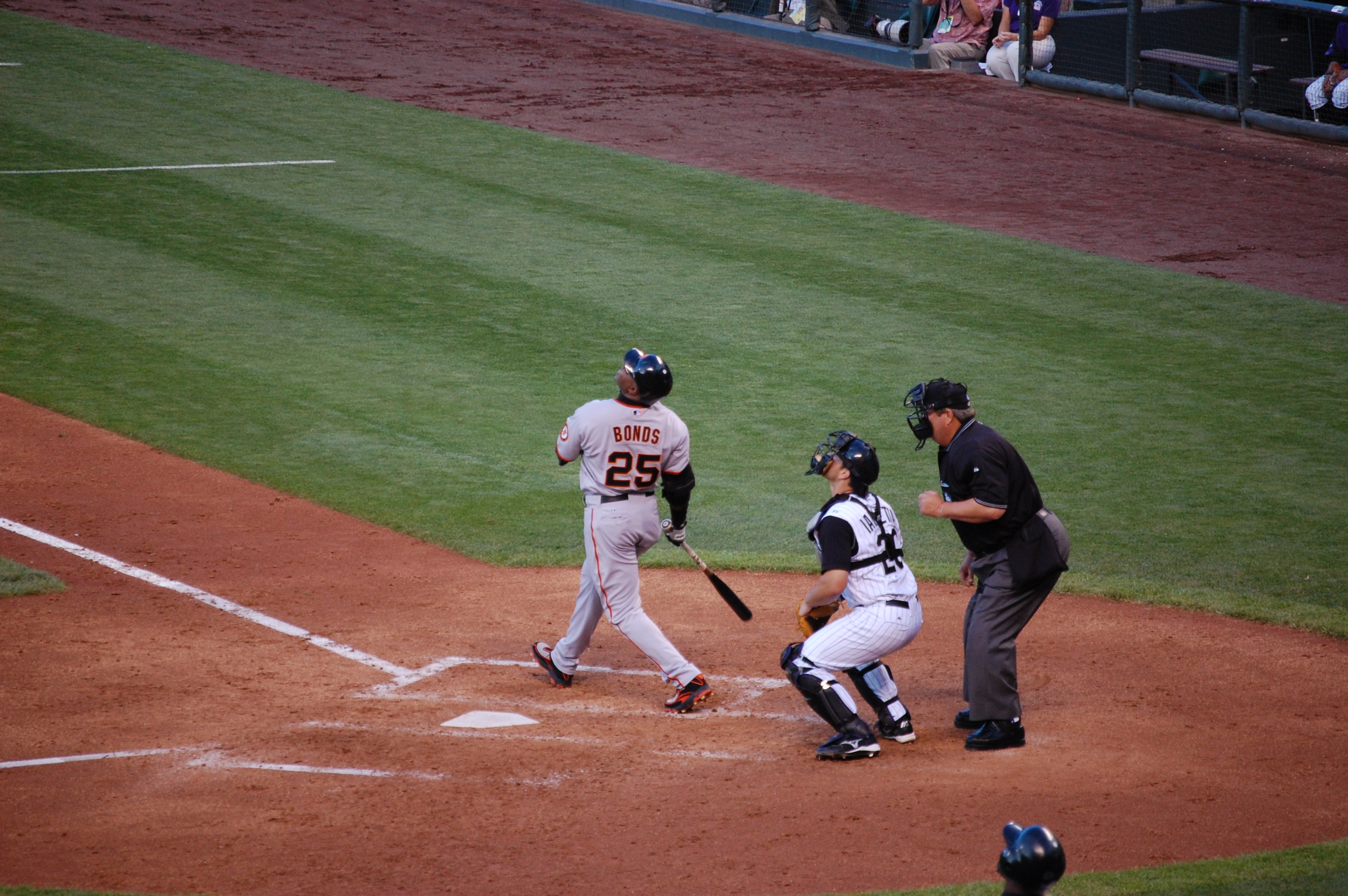
Bonds nel 2007.